# Sean Sonderleiter
Sean Sonderleiter (* 17. Dezember 1980 in Des Moines, Iowa) ist ein US-amerikanischer Basketballspieler, der 2010/2011 für den Bundesligisten ratiopharm Ulm spielte. Seine Größe, sein Mitteldistanzwurf bis hin zur Drei-Punkte-Linie sowie seine Stärke unter dem Korb sind die Eigenschaften, die ihn die beiden großen Positionen des Power Forwards sowie zeitweise des Centers spielen lassen.

## Werdegang
Sonderleiter besuchte seit 2000 die University of Iowa, wo er auch in der Basketballmannschaft der Collegeliga spielt. Aufgrund persönlicher Probleme verlässt er allerdings 2004 nach nur 17 Spielen das Team, womit man bereits das Karriereende des Power Forwards in Verbindung brachte. Doch Sean Sonderleiter startet einen Neuanfang in der zweiten australischen Basketballliga und schafft es zur Saison 2008/2009 für das Team der Fort Wayne Mad Ants, die in der Nachwuchsliga der NBA, der D-League, zu spielen. Mit seinen Statistiken von 11 Punkten und mehr als 6 Assists pro Spiel will sich Sonderleiter nun in der NBA Summer League vielen Trainern und Managern der Basketballwelt präsentieren.
Mit dem Wechsel von den Fort Wayne Mad Ants zu ratiopharm Ulm spielt Sean Sonderleiter nun erstmals in der höchsten Spielklasse eines europäischen Vereins. Zur Saison 2011/2012 erhielt Sonderleiter allerdings keinen neuen Vertrag in Ulm.
Er wechselte daraufhin zurück in die USA und erhielt einen Vertrag bei den Fort Wayne Mad Ants in der NBA Development League. Dieser wurde auch zur Saison 2012/2013 verlängert.